# Cytokine
Cytokine là các protein hay glycoprotein không phải kháng thể được sản xuất và phóng thích bởi các tế bào bạch cầu viêm và một số tế bào khác không phải bạch cầu. Các protein này hoạt động trong vai trò là các chất trung gian điều hòa giữa các tế bào trong cơ thể. Cytokine khác với các hormone kinh điển vì chúng được sản xuất bởi nhiều loại tổ chức khác nhau chứ không phải bởi các tuyến biệt hóa nào. Cytokine là các protein có trọng lượng phân tử thấp, thường từ 8 đến 30 kDa, trung bình khoảng 25 kDa.

## Chức năng
Cytokine là một tập hợp rất nhiều các protein và peptit hòa tan có chức năng là những yếu tố điều hòa thể dịch ở nồng độ rất thấp (mức nanomole đến picomole). Những phân tử này điều hòa các hoạt động chức năng của từng tế bào riêng biệt và của cả tổ chức trong trường hợp sinh lý và bệnh lý. Những protein này cũng làm trung gian điều hòa trực tiếp sự tương tác giữa các tế bào và kiểm soát các quá trình xảy ra trong khoang ngoại bào. Rất nhiều yếu tố phát triển và cytokine hoạt động như những yếu tố giúp tế bào sống sót bằng cách ngăn ngừa hiện tượng chết tế bào theo lập trình.
Cytokine phát huy tác động thông qua các thụ thể đặc hiệu và có thể có các hình thức tác động như sau:
- Cận tiết (paracrine): tác động lên các tế bào đích trong không gian lân cận.
- Tự tiết (autocrine): cytokine do một tế bào nào đó tiết ra lại có tác động trực tiếp lên chính nó thông qua các thụ thể trên bề mặt tế bào.
- Nội tiết (endocrine): tác động đến các tế bào hay tổ chức ở xa hơn trong cơ thể nhờ cytokine lưu hành trong máu.
- Xúc tiết (juxtacrine): chỉ tác động lên các tế bào tiếp xúc với nó.

Có thể phát biểu rằng cytokine là một ngôn ngữ chung của các tế bào trong cơ thể nhằm trao đổi thông tin giữa chúng với nhau.

## Lịch sử và thuật ngữ
Một số nhà nghiên cứu cho rằng cytokine đầu tiên được phát hiện vào năm 1957. Cytokine này là interferon, được xác định có hoạt tính chống virus (tế bào nhiễm virus có thể phát đi một thông tin đến các tế bào lân cận để các tế bào này có khả năng phòng chống sự nhiễm virus gây bệnh). Tuy nhiên người ta cũng có thể xem chất gây sốt nội sinh, được phát hiện năm 1948, là một cytokine. Chất này được sinh ra trong quá trình nhiễm trùng và kích thích cơ thể sinh nhiệt gây sốt trên lâm sàng.
Thuật ngữ cytokine được Stanley Cohen sử dụng lần đầu tiên vào năm 1974. Thuật ngữ này gồm hai phần: cyto (tế bào) và kine (tiếng Hy Lạp kīnein: làm chuyển động, kích thích, hoạt hóa).
Trong những thập niên vừa qua, các nghiên cứu và hiểu biết về vai trò sinh lý cũng như sinh lý bệnh của cytokine đã đạt được những thành tựu đáng kể. Cytokine tham gia vào rất nhiều quá trình sinh học trong cơ thể như tạo phôi, sinh sản, tạo máu, đáp ứng miễn dịch, viêm. Tuy nhiên các phân tử này cũng đóng vai trò khá quan trọng trong các bệnh lý như: bệnh tự miễn, nhiễm trùng huyết, ung thư, các bệnh lý viêm mạn tính (viêm đại tràng mạn, bệnh Crohn, viêm đa khớp dạng thấp, bệnh vảy nến...), viêm gan siêu vi, nhiễm HIV...Các cytokine cũng có thể là các tác nhân trị liệu (yếu tố tạo khóm tế bào hạt được sử dụng trong huyết học) hay là các đích điều trị (như TNF trong bệnh Crohn, viêm đa khớp dạng thấp...).

## Các họ cytokine chính

### Chemokine
Tập hợp tất cả các cytokine có trọng lượng phân tử thấp và có chung đặc tính hóa ứng động. Chemokine là những cytokine được sản xuất trong những giai đoạn sớm nhất của nhiễm trùng. Các phân tử này được phát hiện cách đây không lâu. Chúng phát huy tác dụng hóa ứng động đến các tế bào có khả năng đáp ứng gần đó. Interleukine-8 là chemokine đầu tiên được nghiên cứu rõ ràng và nó là đại diện tiêu biểu của họ này. Tất cả các chemokine đều có trình tự sắp xếp amino acid giống nhau và các thụ thể của chúng có đến 7 domain xuyên màng. Các tín hiệu của chemokine sau khi gắn với thụ thể sẽ được truyền thông qua protein G.
Chemokine có nguồn gốc từ nhiều loại tế bào khác nhau của hệ miễn dịch tiên thiên cũng như từ tế bào lympho của hệ miễn dịch tập nhiễm.
Chemokine là yếu tố hóa ứng động của bạch cầu: chúng huy động các monocyte, bạch cầu trung tính và các tế bào thực hiện miễn dịch khác lưu hành trong máu đến ổ nhiễm trùng.

### Họ yếu tố hoại tử khối u
Các cytokine thuộc họ yếu tố hoại tử khối u (tumor necrosis factor: TNF) hoạt động dưới dạng protein tam trùng phân (trimer). Các protein này có nguồn gốc từ bề mặt màng tế bào. Các cytokine thuộc họ này có những tính chất rất khác biệt so với các cytokine thuộc các họ khác.
TNF α là đại diện tiêu biểu cho họ cytokine này. Đây là một yếu tố hoạt hóa tế bào nội mô mạch máu rất mạnh và tăng tính thấm thành mạch. Hiệu ứng này làm tăng các IgG, bổ thể và các tế bào đi vào tổ chức gây viêm cục bộ. TNF α còn có tác dụng toàn thân như gây sốt, huy động các chất chuyển hóa và gây sốc.
Interleukin-1 có tác dụng hoạt hóa tế bào nội mô mạch máu, hoạt hóa các tế bào lympho, gây tổn thương tổ chức tại chỗ tạo điều kiện cho các tế bào thẩm thực hiện miễn dịch đi vào các vùng này. IL-1 cũng có tác dụng gây sốt và sản xuất IL-6.
Một điều đáng ngạc nhiên là họ TNF, vốn đóng vai trò đặc biệt quan trọng trong phản ứng viêm và chết tế bào theo lập trình, cũng có chức năng quyết định trong sự phát triển bình thường của các tế bào lympho. Một ví dụ điển hình là vai trò của CD40-ligand đối với vai trò của tế bào CD4.
Fas-ligand, một thành viên khá nổi tiếng của họ TNF, là một cytokine bề mặt màng tế bào, chủ yếu trên tế bào T độc tế bào. Thụ thể của cytokine này là Fas. Fas-ligand gây nên hiện tượng chết tế bào theo lập trình ở những tế bào có thụ thể Fas.

### Họ các Interferon
Các interferon (IFN)là những protein kháng virus được các tế bào sản xuất khi có thể nhiễm một loại virus gây bệnh nào đó. Interferon-α và Interferon-β có ba chức năng chính.
- 1. Chúng kích thích các tế bào chưa bị nhiễm virus đề kháng với virus thông qua cơ chế hoạt hóa các gene làm hạn chế tổng hợp các RNA thông tin và hạn chế tổng hợp các protein của virus.
- 2. Các cytokine này kích thích hầu hết các tế bào của cơ thể tăng biểu hiện phức hợp hòa hợp tổ chức chính lớp I (MHC I) nhờ đó các tế bào này đề kháng với tác dụng của tế bào NK. Mặt khác, IFN-α và IFN-β cũng kích thích các tế bào mới nhiễm virus tăng biểu hiện (MHC I) và dễ bị tiêu diệt bởi các tế bào CD8 độc tế bào.
- 3. Những phân tử này có khả năng hoạt hóa các tế bào NK, nhờ sự hoạt hóa đó mà các tế bào giết tự nhiên (không phân biệt đối tượng) sẽ hoạt động có chọn lọc hơn, nghĩa là chỉ tiêu diệt các tế bào nhiễm virus.

### Họ các yếu tố kích thích tạo máu (haemopoietin)
Tên gọi thông dụng: Erythropoietin: là một hoạt chất được sản xuất bởi thận có tác dụng kích thích tủy xương tạo hồng cầu. Erythropoietin tổng hợp trong phòng thí nghiệm được gọi là epoetin alfa hay epoetin beta. Ngày nay, erythropoietin không chỉ được biết như là một yếu tố kích thích tạo máu mà còn có chức năng quan trọng như bảo vệ tế bào (cytoprotective), bảo vệ thần kinh (neuroprotective) và đặc biệt là chống chết tế bào theo lập trình.

## Các thụ thể của cytokine
Các thụ thể (receptor) của cytokine thuộc nhiều họ protein thụ thể khác nhau do chúng có cấu tạo khác nhau.

### Thụ thể cytokine lớp I
Nhóm thụ thể này còn được gọi là họ thụ thể của các chất kích thích tạo máu. Đây là một nhóm thụ thể có đông thành viên nhất và được chia thành 3 phân nhóm:
- Các thụ thể của erythropoietin, hormone phát triển và IL-3.
- Thụ thể của IL-3, IL-5 và GM-CSF.
- Thụ thể của IL-2, IL-4, IL-7, IL-9 và IL-15.

### Thụ thể cytokine lớp II
Gồm các thụ thể của Interferon-α, Interferon-β, Interferon-γ và IL-10

### Thụ thể của họ TNF
Thụ thể I và II của các TNF; các thụ thể CD40, Fas (Apo 1), CD30, CD27.
Thụ thể của yếu tố phát triển thần kinh.

### Thụ thể của Chemokin
Gồm các thụ thể được đặt tên CCR1 đến CCR9 và CXCR1 đến CXCR5.
Hầu hết các thụ thể đều gắn trên bề mặt màng thế bào, tuy nhiên cũng có một số thụ thể tự do hòa tan lưu hành trong máu. Các thụ thể này được phóng thích từ bề mặt màng tế bào. Do không gắn vào tế bào nên các thụ thể này khi gắn với các cytokine không phát huy tác dụng sinh học mà ngược lại làm giảm khả năng gắn của các cytokine với tế bào. Ví dụ điển hình là các receptor hòa tan của TNF.

## Cytokine và Hormone
Mặc dù theo định nghĩa thì cytokine không phải là hormone kinh điển nhưng trên một số phương diện hoạt động sinh học thì các phân tử này giống với các hormone được sản xuất bởi các tuyến nội tiết. Một số hormone có tác dụng giống như hormone kinh điển chẳng hạn chúng có khả năng tác động hệ thống đến các tế bào và cơ quan ở xa. Các ví dụ điển hình có thể thấy khi nghiên cứu vai trò của các cytokine trong các hiện tượng sinh học như viêm, hội chứng đáp ứng viêm hệ thống, nhiễm trùng huyết, đáp ứng viêm pha cấp, lành vết thương và hệ thống thần kinh-miễn dịch.
Tuy nhiên các cytokine cũng được phân biệt với các hormone dựa trên những nguyên tắc chính như sau:
- Nguồn gốc

Các cytokine được tiết bởi rất nhiều loại tế bào khác nhau trong khi đó một loại hormone chỉ được tiết bởi một loại tế bào đặc biệt đã biệt hóa cao độ cũng như có vị trí cố định. Điều này, tuy nhiên, cũng chỉ có ý nghĩa tương đối giống như mọi nguyên lý y khoa khác. Ví dụ hormone chống bài niệu không phải chỉ được tiết ở vùng dưới đồi mà đôi khi được tiết bởi tế bào phổi, nhất là trong trường hợp ung thư phổi.
- Đích tác động

Các cytokine có rất nhiều tế bào đích khác nhau bao gồm tế bào tạo máu trong khi đó mỗi loại hormone thường chỉ có một loại tế bào đích đặc hiệu.
- Hoạt tính

Các cytokine có phổ hoạt tính rất rộng. Trong khi đó các hormone thường chỉ có những hoạt tính nhất định nào đó mà thôi.
- Phương thức tác động

Hormone chỉ có một phương thức tác động là nội tiết: tác động đến cơ quan đích ở xa nhờ hormone được máu mang đến cơ quan này. Ngược lại, cytokine có nhiều phương thức tác động khác nhau như cận tiết, tự tiết, tiếp tiết và nội tiết.
Cytokine thường cũng không có hoạt tính enzyme mặc dù ngày càng có nhiều ngoại lệ được phát hiện.

## Liệu pháp cytokine
Bởi các cytokine có vai trò quan trọng như vậy trong đáp ứng miễn dịch đặc hiệu và không đặc hiệu, trong những thập kỷ vừa qua, các nghiên đã nhằm đến tác dụng điều trị của cytokine như là một tác nhân dược lý hoặc là đích tác động. Các nghiên cứu này tập trung theo các hướng như sau:
- Dùng các chất đối vận với các cytokine được xem là có vai trò gây bệnh. Cụ thể là sử dụng các kháng thể kháng cytokine như kháng thể kháng TNF α trong nhiễm trùng huyết hay viêm đa khớp dạng thấp.
- Dùng các cytokine để kích thích các hoạt động sinh lý của cơ thể: erythropoietin trong điều trị thiếu máu, các yếu tố kích thích tạo khóm trong điều trị giảm bạch cầu.
- Dùng cytokine trong liệu pháp điều hòa miễn dịch.
- Dùng cytokine trong điều trị nhiễm virus: ví dụ điển hình là điều trị viêm gan mạn bằng interferon.

Một số liệu pháp tỏ ra rất có triển vọng ở nghiên cứu thực nghiệm trên động vật tuy nhiên lại không có tác dụng trong lâm sàng. Thất bại này có thể là do các cytokine hoạt động lệ thuộc nhau, hoạt động của chúng cũng không giống nhau theo từng giai đoạn bệnh và cơ thể có khả năng bù trừ. Đây là những quá trình cực kì phức tạp mà y học chưa hiểu tường tận. Tuy nhiên, triển vọng của liệu pháp cytokine là rất lớn.